# فرودگاه تور وال دو لوآر
فرودگاه تور وال دو لوآر (به انگلیسی: Tours Val de Loire Airport) (به زبان بومی: Aéroport Tours Val de Loire) یک فرودگاه همگانی و نظامی با کد یاتا TUF است که یک باند فرود بتن دارد و طول باند آن ۲۴۰۴ متر است. این فرودگاه در شهر تور (فرانسه) کشور فرانسه قرار دارد و در ارتفاع ۱۰۹ متری از سطح دریا واقع شده‌است.

## شرکت‌های هواپیمایی و مقصدهای پروازی
| شرکت‌های هواپیمایی | مقصدهای پروازی                                                               |
| ----------------- | ---------------------------------------------------------------------------- |
| هاپ!              | چارتر فصلی: فیگاری ساد-کورسه، آیاتچو – ناپلئون بنوپارت                       |
| رایان‌ایر          | استانستد لندن، مراکش-منارا، فرنسیسکو جسا کارنئیرو، دوبلین فصلی: مارسی پروانس |